# توماش وجسيك
توماش وجسيك (بالبولندية: Tomasz Wójcik)‏ هو مصمم ملصقات ‏ وفيزيائي ومخرج بولندي، ولد في 6 يونيو 1963 في وارسو في بولندا.

## معرض صور

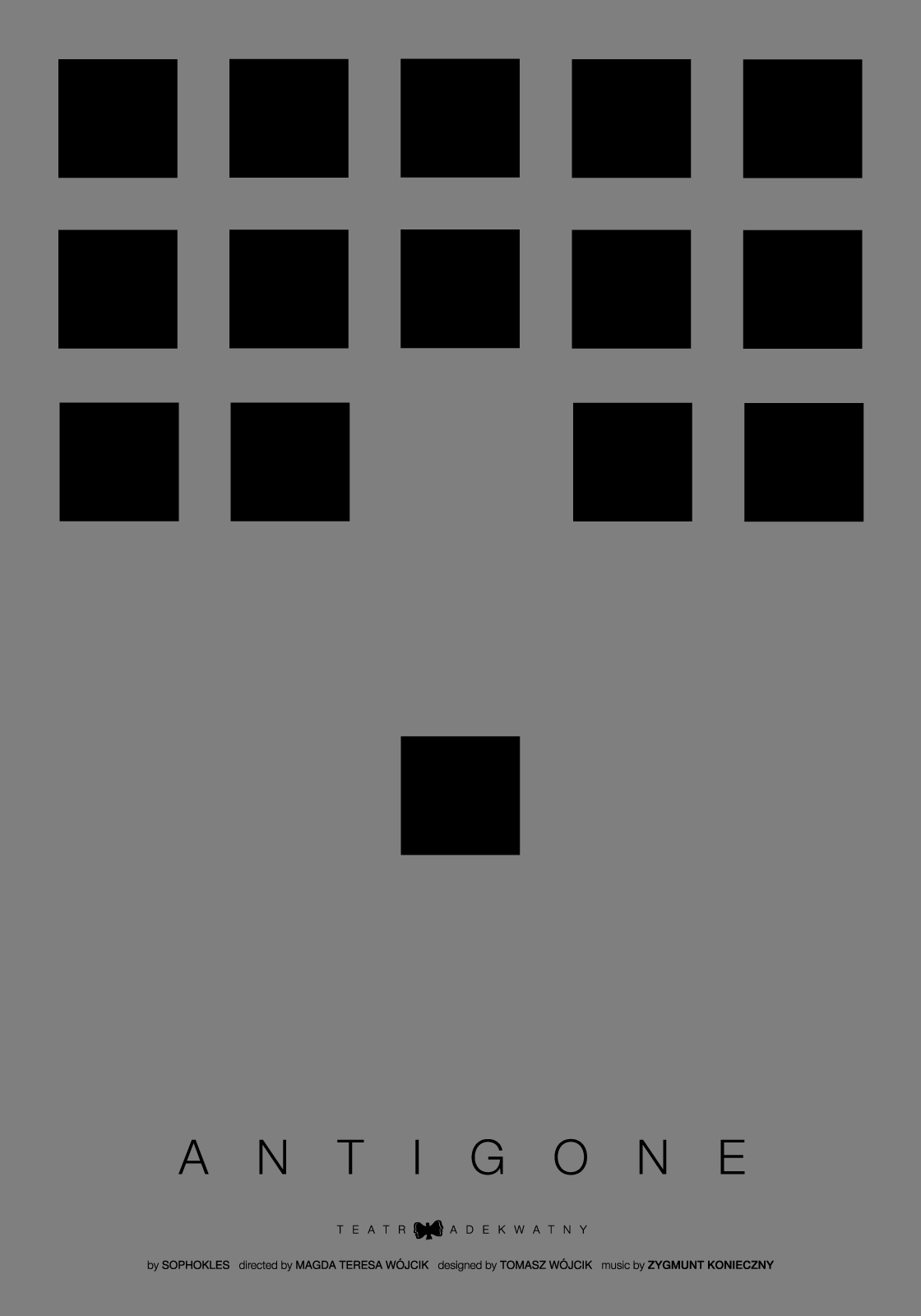
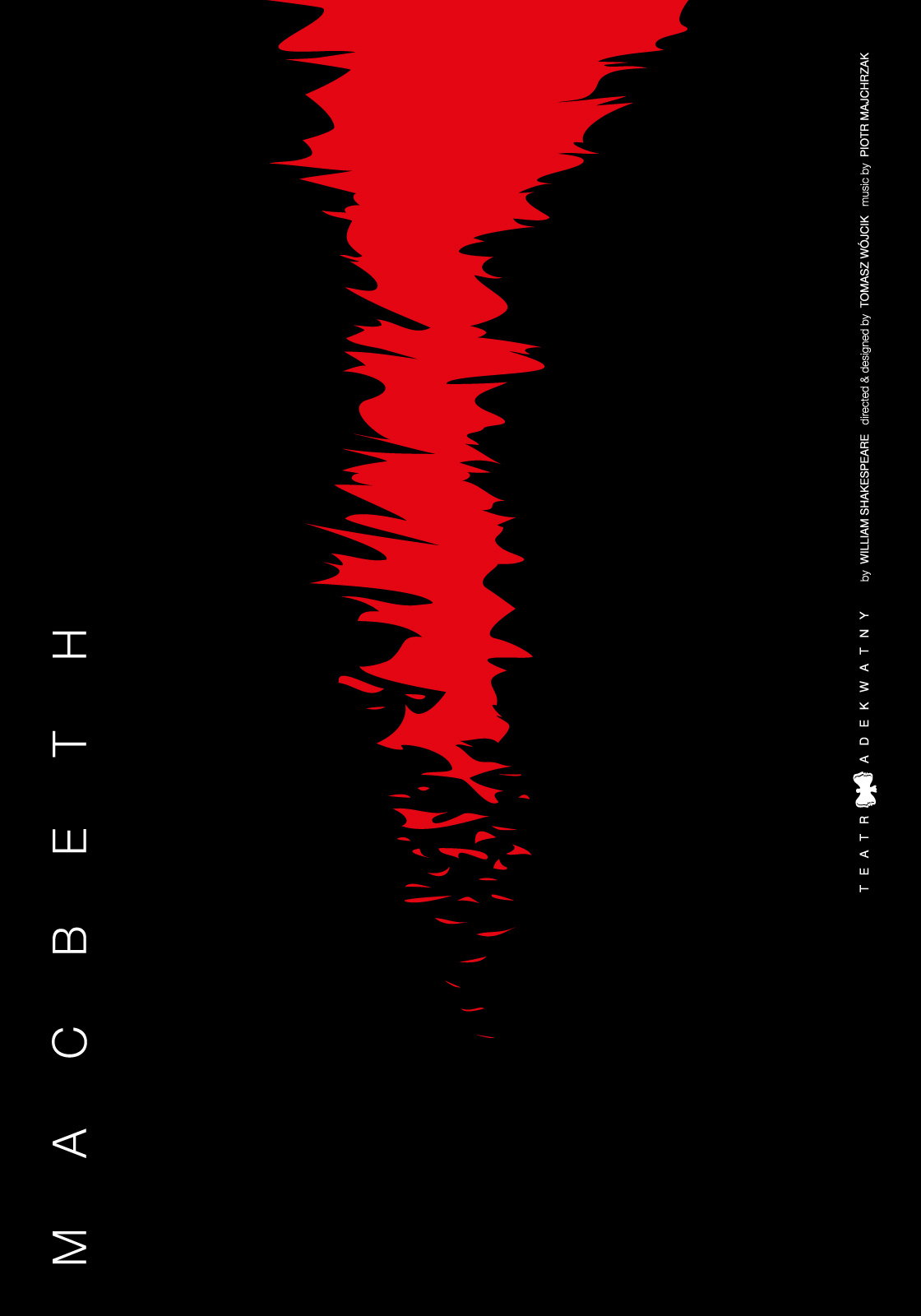
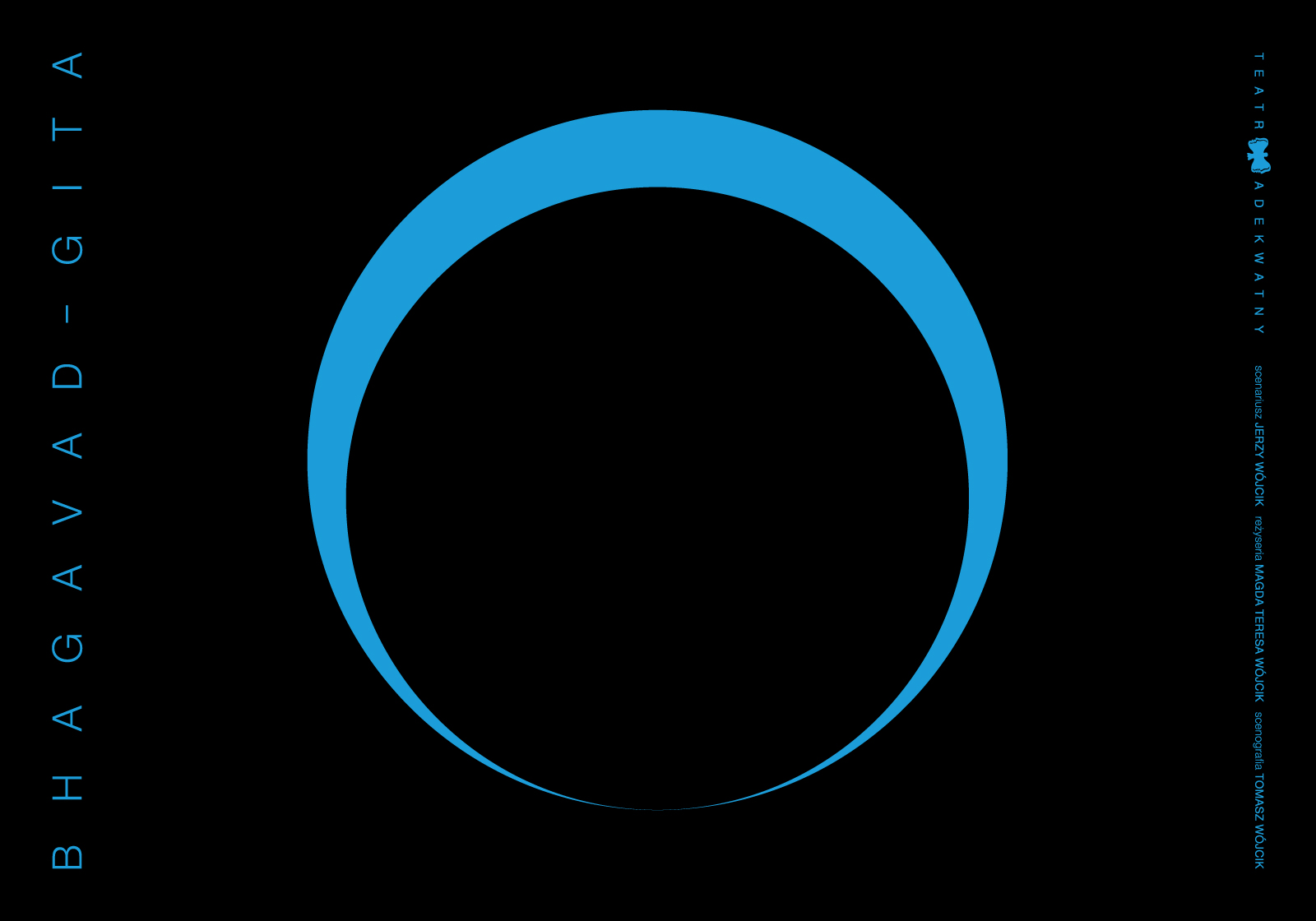
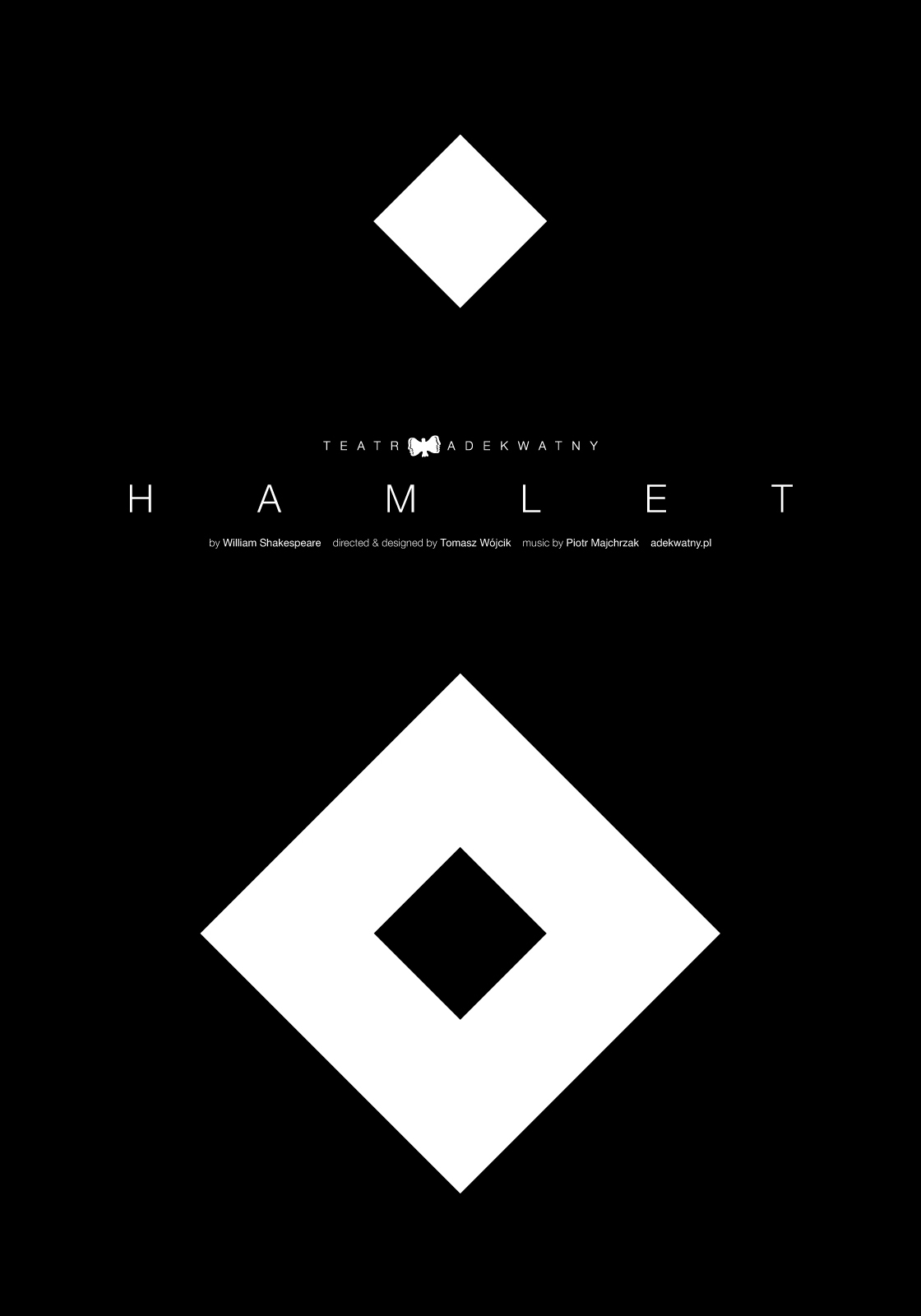

## وصلات خارجية
- الموقع الرسمي